# SMS Bayern (1915)
SMS Bayern là chiếc dẫn đầu cho lớp thiết giáp hạm Bayern được Hải quân Đế quốc Đức chế tạo trong Chiến tranh Thế giới thứ nhất. Chiếc tàu chiến được hạ thủy vào tháng 2 năm 1915 và đưa ra hoạt động vào tháng 7 năm 1916, quá trễ để tham gia trong trận Jutland. Dàn pháo chính của nó bao gồm tám khẩu 38 cm (15 in) trên bốn tháp pháo nòng đôi, là một sự cải tiến đáng kể so với mười khẩu pháo 30,5 cm (12,0 in) trên lớp König dẫn trước. Con tàu được dự định trở thành hạt nhân của một hải đội chiến trận thứ tư cho Hạm đội Biển khơi Đức, bao gồm bốn chiếc cùng lớp. Tuy nhiên cuối cùng chỉ có thêm Baden được hoàn tất; hai chiếc còn lại bị hủy bỏ khi sự ưu tiên được chuyển sang đóng các tàu ngầm U-boat.
Do chỉ được đưa vào phục vụ trễ trong chiến tranh, Bayern chỉ có những hoạt động giới hạn. Chiến dịch đầu tiên mà con tàu tham gia là một cuộc tiến quân vào Bắc Hải bị hủy bỏ vào ngày 18-19 tháng 8 năm 1916, chỉ một tháng sau khi nó được ra vào hoạt động. Con tàu cũng tham gia Chiến dịch Albion tại vịnh Riga, nhưng chỉ không lâu sau khi Đức bắt đầu tấn công vào ngày 12 tháng 10 năm 1917, Bayern trúng phải thủy lôi và bị buộc phải rút lui để sửa chữa. Nó bị lưu giữ cùng với hầu hết Hạm đội Biển khơi tại Scapa Flow vào tháng 11 năm 1918 sau khi Thế Chiến I kết thúc. Vào ngày 21 tháng 6 năm 1919, Đô đốc Ludwig von Reuter ra lệnh đánh đắm hạm đội; Bayern chìm lúc 14 giờ 30 phút. Đến tháng 9 năm 1934, con tàu được cho nổi trở lại và được kéo đến Rosyth, nơi nó được tháo dỡ.

## Thiết kế và chế tạo
Bayern được đặt hàng dưới cái tên tạm thời "T" vào năm 1912 theo đạo luật Hải quân thứ tư được thông qua trong năm đó. Công việc được bắt đầu tại xưởng tàu Howaldtswerke ở Kiel dưới số hiệu chế tạo 590. Con tàu được đặt lườn vào năm 1913 và được hạ thủy vào ngày 18 tháng 2 năm 1915. Sau khi được trang bị và chạy thử máy, con tàu được đưa ra hoạt động vào ngày 15 tháng 7 năm 1916, không kịp tham gia trận Jutland diễn ra một tháng rưỡi trước đó. Nó làm tiêu tốn của Chính phủ Đế quốc Đức 49 triệu Mác vàng Đức. Bayern sau đó được tiếp nối bởi sự tham gia hoạt động của một tàu chị em, chiếc Baden; trong khi hai chiếc khác trong lớp, Sachsen và Württemberg, bị hủy bỏ trước khi hoàn tất.

Sơ đồ vỏ giáp của lớp Bayern; các con số thể hiện độ dày của vỏ giáp tính bằng mili-mét tại mỗi khu vực.

Bayern có chiều dài ở mực nước là 179,4 m (589 ft), và chiều dài chung 180 m (590 ft). Nó có mạn thuyền rộng 30 m (98 ft) và độ sâu của mớn nước 9,3–9,4 m (31–31 ft). Bayern được thiết kế với trọng lượng choán nước thông thường là 28.530 t (28.080 tấn Anh), nhưng tải trọng tối đa trong chiến đấu lên đến 32.200 t (31.700 tấn Anh). Nó được vận hành bởi ba turbine hơi nước Parsons với công suất thiết kế 35.000 mã lực càng (26.000 kW), với ba nồi hơi đốt dầu và mười một nồi hơi đốt than của hãng Schulz-Thornycroft; đã đạt đến công suất 55.967 shp (41.735 kW) khi chạy thử máy và có được tốc độ tối đa 22 hải lý trên giờ (41 km/h; 25 mph). Con tàu mang theo 3.400 t (3.300 tấn Anh) than và 620 t (610 tấn Anh) dầu, cho phép có được tầm xa hoạt động 5.000 hải lý (9.300 km; 5.800 mi) ở tốc độ đi đường trường 12 kn (22 km/h; 14 mph).
Bayern là tàu chiến Đức đầu tiên trang bị tám khẩu pháo 38 cm (15 in) cho dàn pháo chính, được bố trí trên bốn tháp pháo nòng đôi với hai tháp pháo bắn thượng tầng phía trước và phía sau. Dàn pháo hạng hai bao gồm mười sáu khẩu SK 15 cm (5,9 in) L/45, sáu khẩu 8,8 cm (3,5 in) và năm ống phóng ngư lôi ngầm 60 cm (24 in), gồm một ống trước mũi và hai ống mỗi bên mạn tàu. Khi đưa vào hoạt động, biên chế con tàu có 42 sĩ quan và 1.129 thủy thủ.

## Lịch sử hoạt động

### Các hoạt động ban đầu
Bayern gia nhập Hải đội Chiến trận 3 của Hạm đội Biển khơi vào ngày 15 tháng 7 năm 1916, chỉ hai tuần sau Trận Jutland. Con tàu đã có thể sẵn sàng tham gia chiến dịch này, nhưng thủy thủ đoàn của con tàu, được hình thành với hầu hết là từ chiếc thiết giáp hạm tiền-dreadnought cũ Lothringen vừa được cho ngừng hoạt động, đã được cho nghỉ phép. Vào lúc đưa vào hoạt động, chỉ huy của Bayern là Đại tá Hải quân (Kapitän zur See) Max Hahn. Ernst Lindemann, người sẽ chỉ huy thiết giáp hạm Bismarck trong trận chiến duy nhất vào Chiến tranh Thế giới thứ hai, từng phục vụ trên tàu như một điện báo viên vô tuyến.
Đô đốc Reinhard Scheer vạch ra một kế hoạch tấn công dự định vào ngày 18-19 tháng 8 năm 1916. Trong đợt tiến quân của hạm đội này, Đội Tuần tiễu 1, vốn là lực lượng tàu chiến-tuần dương trinh sát của Hạm đội Biển khơi dưới quyền chỉ huy của Đô đốc Franz von Hipper, có nhiệm vụ bắn phá thị trấn ven biển Sunderland nhằm thu hút và tiêu diệt các tàu chiến-tuần dương Anh dưới quyền Đô đốc David Beatty. Do chỉ còn hai tàu chiến-tuần dương có khả năng tác chiến là Moltke và Von der Tann sau trận Jutland, Đội Tuần tiễu 1 được tăng cường thêm ba thiết giáp hạm gồm Bayern cùng hai chiếc thuộc lớp König là Grosser Kurfürst và Markgraf. Đô đốc Scheer cùng phần còn lại của Hạm đội Biển khơi với 15 thiết giáp hạm sẽ theo sau để bảo vệ. Phía Anh đã biết được kế hoạch của Đức và đã cho toàn bộ Hạm đội Grand xuất trận để đối đầu. Đến 14 giờ 35 phút giờ Trung Âu (CET), Scheer được cảnh báo về sự xuất hiện của lực lượng đối phương áp đảo, và vì không muốn đối đầu với toàn bộ Hạm đội Grand chỉ mười một tuần sau khi trận Jutland kết thúc, nên đã quay mũi lực lượng của mình rút lui trở về các cảng Đức. Một đợt xuất quân của hạm đội vào Bắc Hải được tiếp nối vào ngày 18-20 tháng 10, cho dù hạm đội Đức không bắt gặp đối thủ Anh Quốc nào.

### Chiến dịch Albion

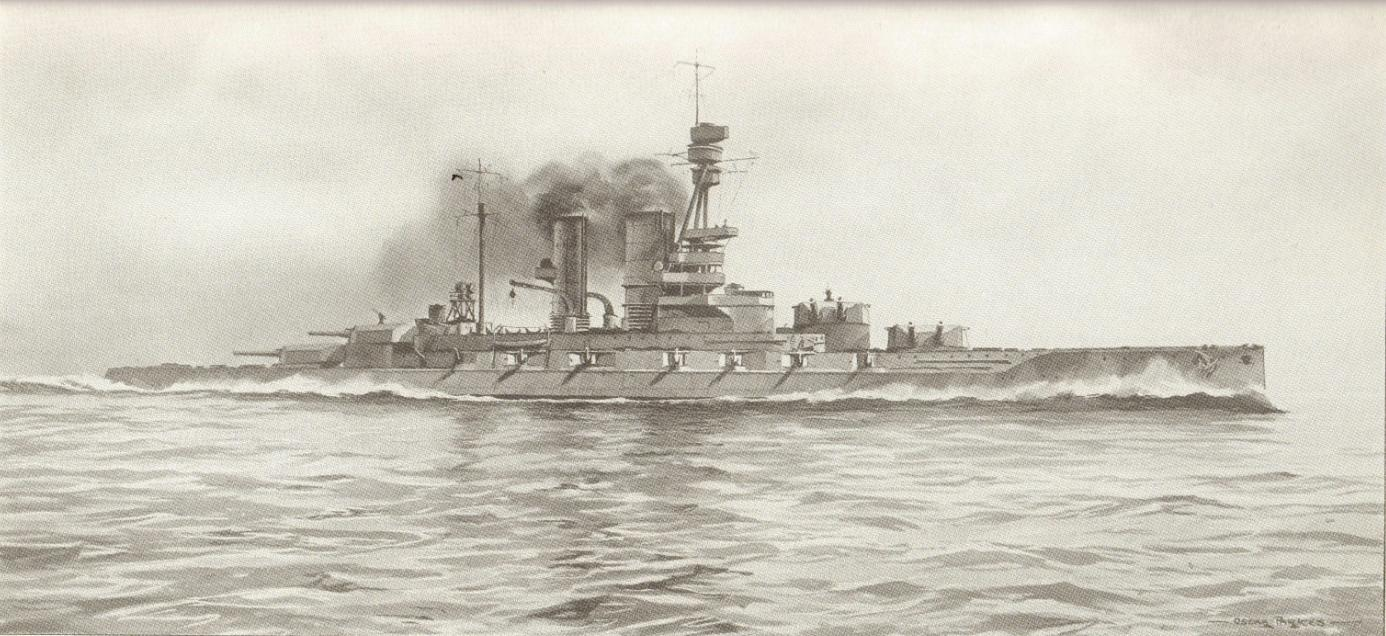
Hình vẽ nhận dạng Bayern

Vào đầu tháng 9 năm 1917, sau khi Đức chiếm được cảng Riga của Nga, Hải quân Đức quyết định xóa sổ lực lượng Hải quân Nga vốn còn đang trụ lại vịnh Riga. Nhằm mục đích này, Bộ Tổng Tư lệnh Hải quân (Admiralstab) vạch ra một chiến dịch tại quần đảo Moonsund, đặc biệt nhắm vào các khẩu đội pháo Nga trên bán đảo Sworbe thuộc Ösel. Ngày 18 tháng 9, mệnh lệnh được đưa ra cho một chiến dịch phối hợp Lục-Hải quân nhằm chiếm các đảo Ösel và Moon; lực lượng hải quân chủ yếu bao gồm soái hạm Moltke cùng với Hải đội Chiến trận 3 của Hạm đội Biển khơi, gồm có Đội 5 vào lúc này bao gồm Bayern và bốn thiết giáp hạm lớp König, và Đội 6 bao gồm năm thiết giáp hạm lớp Kaiser. Cùng với chín tàu tuần dương hạng nhẹ, ba chi hạm đội tàu phóng ngư lôi cùng nhiều tàu rải mìn và tàu quét mìn, toàn bộ lực lượng bao gồm khoảng 300 tàu chiến, được sự hỗ trợ của trên 100 máy bay và sáu khí cầu zeppelin. Lực lượng tấn công gồm khoảng 24.600 sĩ quan và binh sĩ. Đối đầu với lực lượng Đức là các thiết giáp hạm tiền-dreadnought cũ của Nga Slava và Tsarevitch, các tàu tuần dương bọc thép Bayan, Admiral Makarov và Diana, 26 tàu khu trục, nhiều tàu phóng lôi và pháo hạm, cùng một lực lượng đồn trú tại Ösel với khoảng 14.000 người cùng các khẩu đội pháo phòng thủ duyên hải.
Chiến dịch bắt đầu vào sáng ngày 12 tháng 10, khi Bayern cùng với Moltke và bốn chiếc thiết giáp hạm lớp König bắt đầu nả pháo vào các khẩu đội phòng thủ duyên hải Nga tại vịnh Tagga. Đồng thời lúc đó, năm chiếc thiết giáp hạm lớp Kaiser đối đầu với các khẩu đội trên bán đảo Sworbe với mục đích là nhằm bình định eo biển giữa các đảo Moon và Dagö, án ngữ lối thoát duy nhất của các con tàu Nga trong vịnh. Vai trò của Bayern trong chiến dịch bị rút ngắn khi nó trúng phải một quả thủy lôi lúc 05 giờ 07 phút khi đang di chuyển vào vị trí bắn phá tại Pamerort. Vụ nổ của quả thủy lôi làm thiệt mạng một sĩ quan và sáu thủy thủ, làm tràn 1.000 tấn (980 tấn Anh; 1.100 tấn Mỹ) nước vào con tàu khiến phần phía trước bị chìm 2 m (6,6 ft). Cho dù bị hư hại đáng kể, Bayern vẫn đối đầu với các khẩu hải pháo tại mũi Toffri ở phần cực Nam của Hiiuma. Nó được cho rút khỏi vị trí chiến đấu lúc 14 giờ 00; việc sửa chữa ban đầu được tiến hành vào ngày 13 tháng 10 tại vịnh Tagga nhưng tỏ ra không hiệu quả, và Bayern phải được cho rút về Kiel để sửa chữa. Chuyến đi quay trở về kéo dài đến 19 ngày. Công việc sửa chữa kéo dài từ ngày 3 tháng 11 đến ngày 27 tháng 12, trong đó phòng ngư lôi phía trước mũi được tháo dỡ các thiết bị và các cửa phóng ngư lôi được bịt kín; phòng này sau đó được cải biến thành một ngăn kín nước  Bốn khẩu pháo 8,8 cm (3,5 in) phòng không cũng được trang bị trong quá trình sửa chữa.
Đến ngày 16 tháng 10, hai thiết giáp hạm lớp König cùng một số tàu nhỏ được gửi đi đối phó với các thiết giáp hạm Nga trong vịnh Riga. Sáng hôm sau, König và Kronprinz đụng độ với đối phương; König đấu pháo tay đôi với Slava trong khi Kronprinz nổ súng vào cả Slava lẫn tàu tuần dương Bayan, các tàu chiến Nga bị bắn trúng nhiều lần cho đến 10 giờ 30 phút, khi Đô đốc Mikhail Bakhirev tư lệnh lực lượng hải quân Nga ra lệnh cho lực lượng dưới quyền rút lui. Slava chịu đựng nhiều hư hại đến mức không thể rút lui lên phía Bắc; thay vào đó chiếc tàu chiến Nga bị đánh đắm và thủy thủ đoàn của nó triệt thoái trên một tàu khu trục. Đến ngày 20 tháng 10, cuộc chiến đi đến hồi kết cuộc; hạm đội Nga bị tiêu diệt hay bị buộc phải rút lui, và phía Đức bám chắc được các hòn đảo trong vịnh.

### Các hoạt động tiếp theo
Sau khi quay trở lại hoạt động cùng hạm đội, Bayern được phân các nhiệm vụ bảo vệ tại Bắc Hải. Đô đốc Scheer đã sử dụng các lực lượng hạng nhẹ để tấn công các đoàn tàu vận tải Anh đi đến Na Uy bắt đầu vào cuối năm 1917. Kết quả là Hải quân Hoàng gia phải phân một hải đội thiết giáp hạm để bảo vệ các đoàn tàu vận tải, bộc lộ cho Scheer cơ hội tiêu diệt từng phần Hạm đội Grand. Scheer nhận xét rằng "Một cuộc tấn công thành công vào một đoàn tàu vận tải như vậy không chỉ đưa đến việc đánh chìm một lượng tải trọng tàu buôn lớn, nhưng còn là một thành công quân sự vĩ đại... sẽ buộc phía Anh gửi thêm nhiều tàu chiến đến vùng biển phía Bắc." Ông ra lệnh im lặng vô tuyến tuyệt đối trong quá trình chuẩn bị cho cuộc tấn công. Điều này giúp vô hiệu hóa khả năng của phía Anh chặn và giải mã tín hiệu của phía Đức, vốn là một ưu thế đáng kể trước đây. Kế hoạch vạch ra dự định sử dụng các tàu chiến-tuần dương của Hipper tấn công một đoàn tàu vận tải và những tàu hộ tống cho nó vào ngày 23 tháng 4 trong khi các thiết giáp hạm của Hạm đội Biển khơi sẽ sẵn sàng hỗ trợ. Vào ngày 22 tháng 4, Bayern cùng phần còn lại của Hạm đội Đức tập trung tại Schillig Roads bên ngoài Wilhelmshaven và khởi hành lúc 06 giờ 00 sáng hôm sau. Tuy nhiên, hoàn cảnh sương mù dày đặc đã buộc lực lượng Đức phải ở lại trong các bãi mìn bảo vệ của họ trong nữa giờ.
Lực lượng của Hipper ở cách 60 nmi (110 km; 69 mi) về phía Tây Egerö, Na Uy lúc 05 giờ 20 phút ngày 24 tháng 4. Cho dù đã thành công đến được tuyến đường vận tải mà không bị phát hiện, chiến dịch đã bị thất bại do sai lầm tình báo. Các báo cáo từ các tàu ngầm U-boat cung cấp thông tin cho Scheer rằng các đoàn tàu vận tải khởi hành vào đầu và giữa tuần, nhưng một đoàn tàu vận tải hướng sang phía Tây rời Bergen vào ngày thứ ba 22 tháng 4, và một đoàn khác hướng sang phía Đông rời Methil, Scotland vào ngày thứ năm 24 tháng 4. Kết quả là không có đoàn tàu vận tải nào cho Hipper tấn công.
Cùng ngày hôm đó, một trong các chân vịt của Moltke bị rơi ra, gây hư hại nghiêm trọng cho động cơ và khiến con tàu bị tràn khoảng 2.000 tấn (2.000 tấn Anh; 2.200 tấn Mỹ) nước. Moltke bị buộc phải phá vỡ sự im lặng vô tuyến để thông báo cho Scheer tình trạng của con tàu; điều này đã báo động cho Hải quân Hoàng gia về hoạt động của Hạm đội Biển khơi Đức. Beatty lên đường với 31 thiết giáp hạm và bốn tàu chiến-tuần dương, nhưng đã quá trễ để đánh chặn lực lượng Đức đã rút lui. Các con tàu Đức về đến các bãi mìn phòng thủ của họ vào sáng sớm ngày 25 tháng 4, nhưng ở vị trí cách 40 nmi (74 km; 46 mi) ngoài khơi Helgoland, Moltke trúng phải ngư lôi từ tàu ngầm Anh E42; nó vẫn có thể về đến cảng thành công.
Bayern được dự định để tham gia hoạt động cuối cùng của hạm đội vào cuối tháng 10 năm 1918, nhiều ngày trước khi Hiệp định Đình chiến với Đức có hiệu lực. Phần lớn Hạm đội Biển khơi sẽ xuất phát từ căn cứ của chúng ở Wilhelmshaven để đối đầu với Hạm đội Grand của Anh; Reinhard Scheer, lúc này là Đại Đô đốc (Großadmiral) của Hạm đội, dự định gây tổn thất cho Hải quân Anh càng nhiều càng tốt nhằm duy trì một vị thế mặc cả tốt cho việc thương lượng hòa bình của Đức bất chấp tổn thất có thể phải chịu đựng. Tuy nhiên, nhiều người trong số những thủy thủ đã mệt mỏi vì chiến tranh cảm thấy chiến dịch này sẽ ngăn trở tiến trình hòa bình và kéo dài thời hạn chiến tranh. Khi hạm đội được lệnh tập trung tại Wilhelmshaven vào ngày 29 tháng 10, những thủy thủ đã mệt mỏi vì chiến tranh bắt đầu vắng mặt hay công khai bất tuân mệnh lệnh, sinh ra cuộc Binh biến Wilhelmshaven. Thủy thủ trên những chiếc König, Kronprinz và Markgraf biểu thị thái độ một cách hòa bình, nhưng binh lính trên chiếc Thüringen là những người đầu tiên công khai nổi loạn, rồi sau đó có sự tham gia của Helgoland và Kaiserin. Trong một nỗ lực nhằm dập tắt cuộc nổi loạn, Scheer ra lệnh cho các hải đội thiết giáp hạm phân tán.

### Số phận

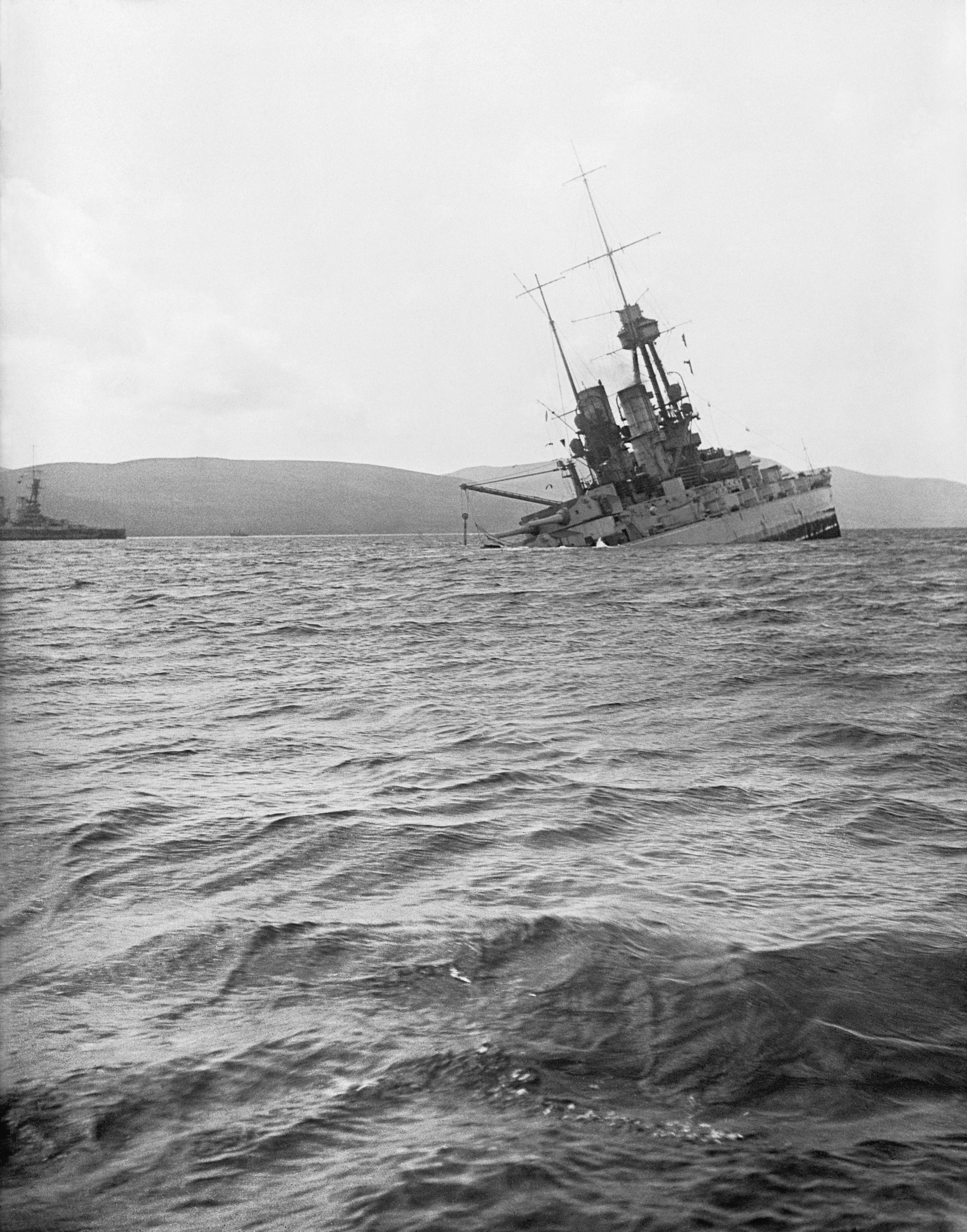
Bayern đang đắm với đuôi chìm trước tại Scapa Flow

Sau khi Đức đầu hàng vào tháng 11 năm 1918, hầu hết tàu chiến của Hạm đội Biển khơi bị lưu giữ tại căn cứ hải quân Anh tại Scapa Flow. Bayern nằm trong danh sách những con tàu phải được trao cho Đồng Minh quản lý. Vào ngày 21 tháng 11 năm 1918, các con tàu bị chiếm giữ dưới quyền chỉ huy của Chuẩn Đô đốc Ludwig von Reuter, lên đường gặp gỡ tàu tuần dương hạng nhẹ Anh Cardiff, vốn đã dẫn đầu các con tàu Đức đi đến điểm hẹn gặp hạm đội Đồng Minh, một lực lượng khổng lồ bao gồm 370 tàu chiến của Anh, Mỹ và Pháp, vốn sẽ hộ tống hạm đội Đức đến Scapa Flow. Khi bị lưu giữ trong suốt thời gian diễn ra các cuộc đàm phán hòa bình, mà sau này cuối cùng sẽ dẫn đến Hiệp ước Versailles, các khẩu pháo của chúng bị bất hoạt bằng cách tháo bỏ khóa nòng, và con tàu được bảo trì bởi một thủy thủ đoàn tối thiểu gồm 200 sĩ quan và thủy thủ.
Một bản in của báo The Times cung cấp thông tin cho von Reuter rằng Thỏa thuận Ngừng bắn sẽ hết hiệu lực vào giữa trưa ngày 21 tháng 6 năm 1919, thời hạn cuối cùng mà Đức phải ký vào Hiệp định hòa bình. Đô đốc Von Reuter đưa đến kết luận người Anh sẽ tìm cách chiếm hữu các con tàu Đức sau khi Thỏa thuận Ngừng bắn hết hiệu lực. Không biết rằng thời hạn của thỏa thuận đã được triển hạn đến ngày 23 tháng 6, ông quyết định đánh đắm các con tàu của mình vào cơ hội thuận tiện đầu tiên có được. Sáng ngày 21 tháng 6, Hạm đội Anh rời Scapa Flow tiến hành thực tập huấn luyện; và đến 11 giờ 20 phút Reuter truyền mệnh lệnh này đến các con tàu của mình. Bayern chìm lúc 14 giờ 30 phút. Con tàu được cho nổi trở lại vào ngày 1 tháng 9 năm 1934, và được tháo dỡ trong năm tiếp theo tại Rosyth. Quả chuông của con tàu cuối cùng được hoàn trả cho Hải quân Đức và đang được trưng bày tại Kiel Fördeklub.